# Papa Madiop Ndong
Pour les articles homonymes, voir Ndong.
Papa Madiop Ndong, né le 9 décembre 1987, est un nageur sénégalais. 

## Carrière
Papa Madiop Ndong est médaillé de bronze du 4 x 100 mètres nage libre aux Championnats d'Afrique de natation 2008 à Johannesbourg. 
Il nage au Cercle des nageurs de Dakar.